# العلاقات السويدية البيلاروسية
العلاقات السويدية البيلاروسية هي العلاقات الثنائية التي تجمع بين السويد وروسيا البيضاء.

## مقارنة بين البلدين
هذه مقارنة عامة ومرجعية للدولتين:
| وجه المقارنة                                              | السويد                                                                               | روسيا البيضاء                    |
| --------------------------------------------------------- | ------------------------------------------------------------------------------------ | -------------------------------- |
| المساحة (كم2)                                             | 450.30 ألف                                                                           | 207.60 ألف                       |
| عدد السكان (نسمة)                                         | 10.16 مليون                                                                          | 9.50 مليون                       |
| الكثافة السكانية (ن./كم²)                                 | 22.56                                                                                | 45.76                            |
| العاصمة                                                   | ستوكهولم                                                                             | مينسك                            |
| اللغة الرسمية                                             | اللغة السويدية، لغات السامي، اللغة الفنلندية، منكيلي، اللغة الرومنية، اللغة اليديشية | اللغة البيلاروسية، اللغة الروسية |
| العملة                                                    | كرونة سويدية                                                                         | روبل بلاروسي                     |
| الناتج المحلي الإجمالي (بليون دولار)                      | 538.04 مليار                                                                         | 54.44 مليار                      |
| الناتج المحلي الإجمالي (تعادل القوة الشرائية) بليون دولار | 469.01 مليار                                                                         | 168.35 مليار                     |
| الناتج المحلي الإجمالي الاسمي للفرد دولار أمريكي          | 50.58 ألف                                                                            | 5.74 ألف                         |
| الناتج المحلي الإجمالي للفرد دولار أمريكي                 | 45.30 ألف                                                                            | 18.18 ألف                        |
| مؤشر التنمية البشرية                                      | 0.907                                                                                | 0.798                            |
| رمز المكالمات الدولي                                      | +46                                                                                  | +375                             |
| رمز الإنترنت                                              | .se                                                                                  | .by، .бел                        |
| المنطقة الزمنية                                           | توقيت وسط أوروبا، ت ع م+01:00، ت ع م+02:00، أوروبا/ستوكهولم ‏                         | ت ع م+03:00                      |

## مدن متوأمة
في ما يلي قائمة باتفاقيات التوأمة بين مدن سويدية وبيلاروسية:
- ترتبط Nacka [الإنجليزية]‏ مع بارانافيتشي باتفاقية توأمة منذ 15 أكتوبر 2005.
- ترتبط بلدية ناكا [الإنجليزية]‏ مع بارانافيتشي باتفاقية توأمة منذ 15 أكتوبر 2005.
- ترتبط Tyresö Municipality [الإنجليزية]‏ مع بارانافيتشي باتفاقية توأمة منذ 2008.

## منظمات دولية مشتركة
يشترك البلدان في عضوية مجموعة من المنظمات الدولية، منها:
| علم المنظمة | اسم المنظمة                               | تاريخ انضمام السويد | تاريخ انضمام روسيا البيضاء |
| ----------- | ----------------------------------------- | ------------------- | -------------------------- |
|             | اتفاقية السماوات المفتوحة                 | ?                   | ?                          |
|             | منظمة الأمن والتعاون في أوروبا            | 25 يونيو 1973       | 30 يناير 1992              |
|             | مؤسسة التمويل الدولية                     | 20 يوليو 1956       | 2 نوفمبر 1992              |
|             | منظمة حظر الأسلحة الكيميائية              | ?                   | ?                          |
|             | الأمم المتحدة                             | 19 نوفمبر 1946      | 24 أكتوبر 1945             |
|             | الاتحاد الدولي للاتصالات                  | 1866                | 7 مايو 1947                |
|             | منظمة الشرطة الجنائية الدولية             | ?                   | ?                          |
|             | البنك الدولي للإنشاء والتعمير             | 31 أغسطس 1951       | 10 يوليو 1992              |
|             | الاتحاد البريدي العالمي                   | ?                   | ?                          |
|             | المركز الدولي لتسوية المنازعات الاستشارية | 28 يناير 1967       | 9 أغسطس 1992               |
|             | وكالة ضمان الاستثمار متعدد الأطراف        | 12 أبريل 1988       | 3 ديسمبر 1992              |
|             | يونسكو                                    | 23 يناير 1950       | 12 مايو 1954               |
|             | مجموعة الموردين النوويين                  | ?                   | ?                          |

## وصلات خارجية
- موقع وزارة الخارجية السويدية
- موقع وزارة الخارجية البيلاروسية